# Titularbistum Antandrus
Koordinaten: 39° 34′ 14″ N, 26° 47′ 21″ O
Antandrus (ital.: Antandro) ist ein Titularbistum der römisch-katholischen Kirche.
Es geht zurück auf den ehemaligen Bischofssitz in der antiken Stadt Antandros in der römischen Provinz Asia an der Küste der Troas beim heutigen Altinoluk. Es gehörte der Kirchenprovinz Ephesos an.
| Titularbischöfe von Antandrus |                               |                                                   |                  |                   |
| Nr.                           | Name                          | Amt                                               | von              | bis               |
| 1                             | Georg Weig SVD                | Apostolischer Vikar von Tsingtao (Republik China) | 15. Juni 1928    | 3. Oktober 1941   |
| 2                             | Jean-Baptiste Claudel CSsR    | Apostolischer Vikar von Reyes (Bolivien)          | 14. Juli 1943    | 12. Dezember 1955 |
| 3                             | Léon-Arthur-Auguste Elchinger | Koadjutorbischof von Straßburg (Frankreich)       | 26. Oktober 1957 | 30. Dezember 1966 |